# Blacktown City
Koordinaten: 33° 46′ S, 150° 55′ O

Blacktown City ist ein lokales Verwaltungsgebiet (LGA) im australischen Bundesstaat New South Wales. Blacktown gehört zur Metropole Sydney, der Hauptstadt von New South Wales. Das Gebiet ist 238,8 km² groß und hat etwa 340.000 Einwohner.

## Geographie
Blacktown liegt im äußeren Bereich von Sydney nördlich des Prospect Reservoirs etwa 35 km westlich des Stadtzentrums. Das Gebiet umfasst 55 Stadtteile: Acacia Gardens, Angus, Arndell Park, Bidwill, Blackett, Blacktown, Bungarribee, Colebee, Dean Park, Dharruk, Doonside, Eastern Creek, Emerton, Glendenning, Glenwood, Grantham Farm, Hassall Grove, Hebersham, Huntingwood, Kellyville Ridge, Kings Langley, Kings Park, Lalor Park, Lethbridge Park, Marayong, Marsden Park, Melonba, Minchinbury, Mount Druitt, Nirimba Fields, Oakhurst, Parklea, Plumpton, Quakers Hill, Richards, Riverstone, Rooty Hill, Ropes Crossing, Schofields, Shalvey, Shanes Park, Stanhope Gardens, Tallawong, The Ponds, Tregear, Whalan, Willmot, Woodcroft und Teile von Colyton, Prospect, Rouse Hill, Seven Hills, St Marys, Toongabbie und Vineyard. Der Sitz des City Councils befindet sich in Blacktown in der Südosthälfte der LGA.

## Kultur und Sehenswürdigkeiten
An der südlichen Grenze der City liegt der größte Stausee von Sydney, das Prospect Reservoir. Sehenswert sind auch der Alpha Park, der Featherdale Wildlife Park, der Sydney Zoo, der Wonderland Theme Park, die Blacktown International Ice Arena (Heimstätte der Western Sydney Ice Dogs in der Australian Ice Hockey League, AIHL) und der Blacktown Showground (Francis Park). 
Eines der größten Einkaufszentren in dem Gebiet ist das Westpoint Blacktown. Einkaufen kann man dort unter anderem bei Myer, Target, Big W, Coles, Franklins und Woolworths. 
Wichtige Bildungseinrichtungen sind das Patrician Brothers College Blacktown, die Blacktown Girls High School, die Mitchell High School Blacktown, das Blacktown TAFE (Technical and Further Education) und die Max Webber Library.

## Verkehr

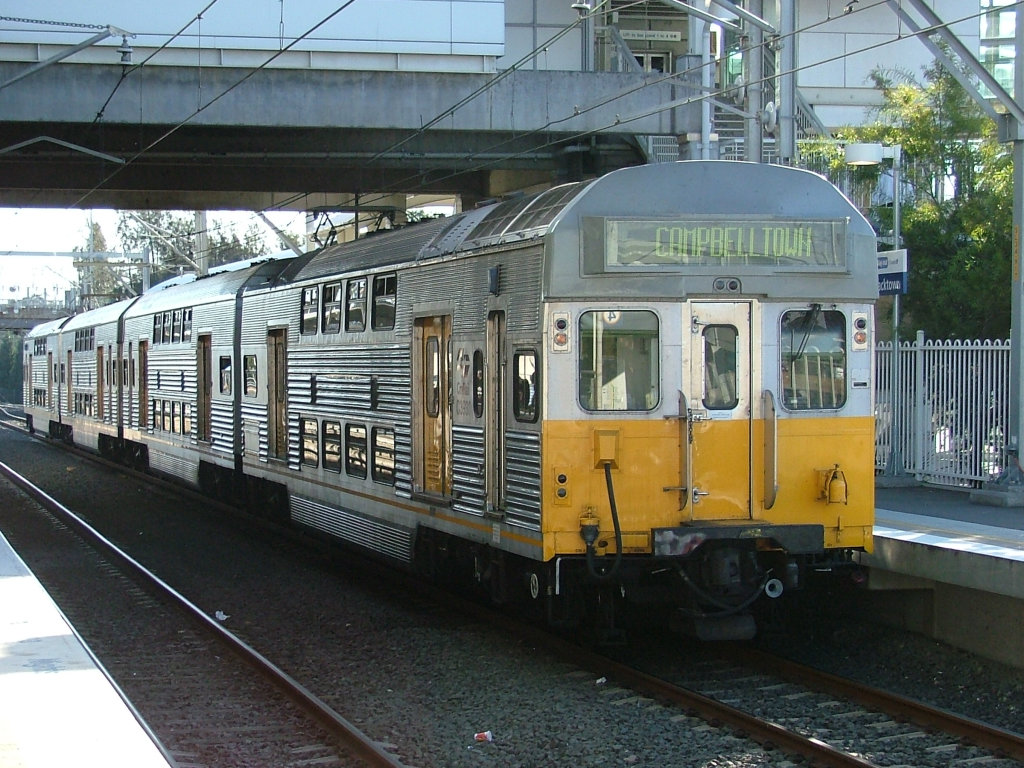
Blacktown Railway Station

Blacktown liegt an der Western Railway Line zwischen dem Zentrum von Sydney, Penrith und Richmond. Die Blacktown Railway Station ist ein Umsteigebahnhof für Züge zwischen Dubbo und Sydney. 
Die Stadt ist auch ein Knotenpunkt des überregionalen Straßenverkehrs. Durch Blacktown verlaufen der Great Western Highway, die Richmond Road, die Metroad 2, die Metroad 4 und der Westlink M7. Insgesamt gibt es in der LGA 1019 Kilometer lokale und 100 Kilometer regionale Straßen.
Den Busverkehr in Blacktown und Umgebung betreiben die Unternehmen ComfortDelGro Cabcharge (Westbus) und Busways.

## Verwaltung
Der Blacktown City Council hat 15 Mitglieder, die von den Bewohnern der fünf Wards gewählt werden (je drei Councillor aus den Wards 1 bis 5). Diese fünf Bezirke sind unabhängig von den Stadtteilen festgelegt. Aus dem Kreis der Councillor rekrutiert sich auch der Mayor (Bürgermeister) des Councils.

## Partnerschaften
- Porirua, Neuseeland
- Suseong-gu, Südkorea
- Liaocheng, China
- Liverpool Plains Shire, New South Wales

## Söhne und Töchter der Stadt
- Blak Douglas (* 1970), Maler und Musiker
- Joel Edgerton (* 1974), Schauspieler, Drehbuchautor, Filmproduzent und Filmregisseur
- Rodney McGee (* 1974), Radsportler
- Michelle Bromley (* 1987), Tischtennisspielerin
- Daniel Georgievski (* 1988), Fußballspieler
- Benjamin Dyball (* 1989), Straßenradrennfahrer
- Sean Rooney (* 1989), Fußballspieler
- Scott Law (* 1991), Radsportler
- Courtney Nevin (* 2002), Fußballspielerin